# Lethem
Lethem é uma cidade da Guiana que faz fronteira com o Brasil. Separada de Bonfim, Roraima, apenas pelo rio Tacutu, forma com ela uma aglomeração urbana transnacional de quase 15 mil pessoas. É a capital da região 9 da Guiana, Upper Essequibo-Upper Tacutu, com uma população estimada em 3.000 pessoas.
Lethem possui diversos estabelecimentos comerciais distribuidoras de calçados, bicicletas, camisas e outros artigos; são particularmente frequentados por brasileiros que costumam levar as mercadorias para Boa Vista e Manaus. O rodeio anual no fim de semana de Páscoa é o principal acontecimento da localidade.

## História

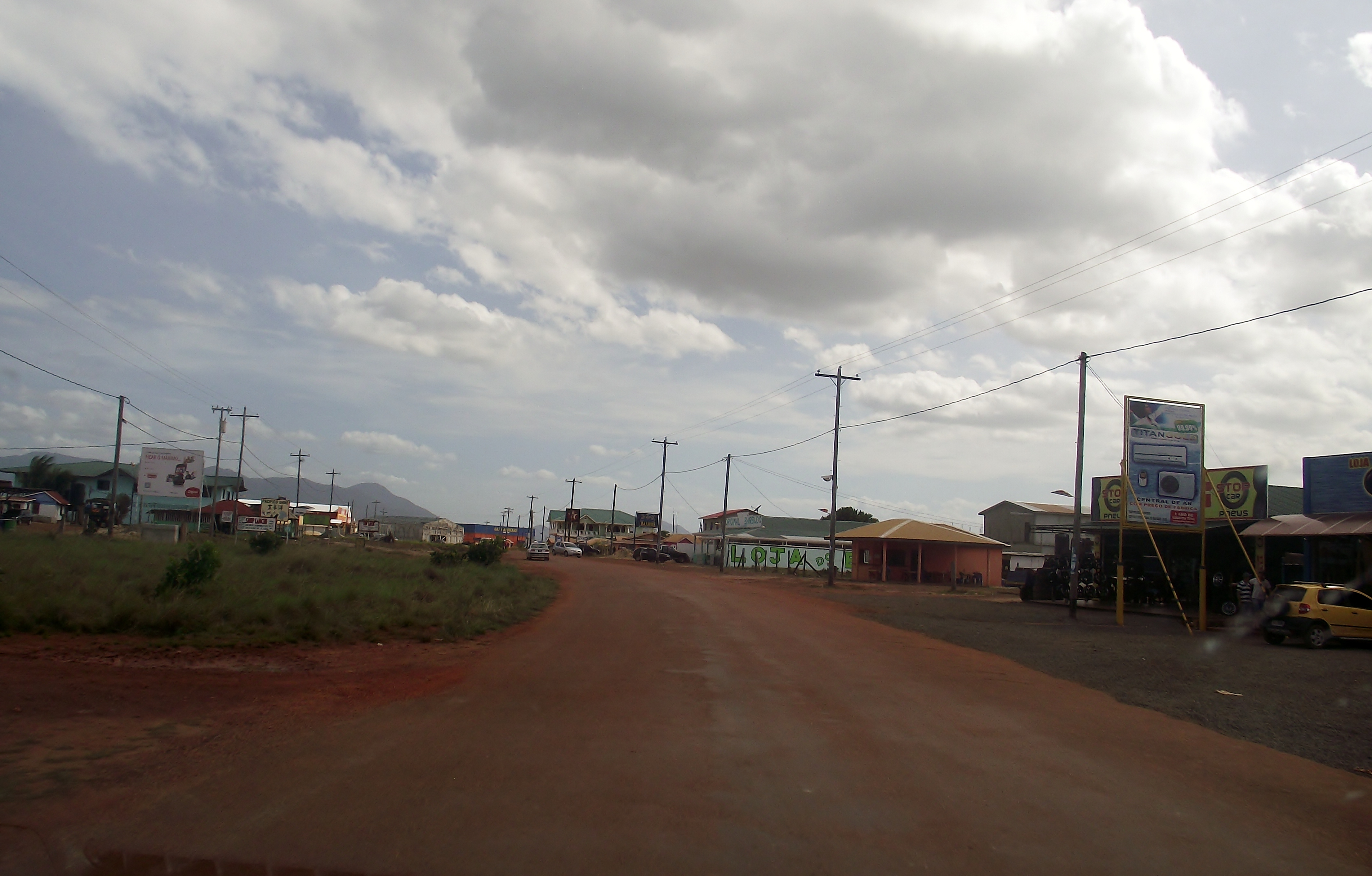
Avenida comercial principal de Lethem.

A cidade leva esse nome em homenagem ao ex-governador da Guiana Inglesa, Sir Gordon James Lethem, que governou nos anos de 1946 e 1947.
No passado, a área onde atualmente se situa Lethem fazia parte do que se costumava denominar Pirara, uma região que originalmente pertencia ao Brasil e foi anexada pela Inglaterra após um contencioso denominado Questão do Pirara, arbitrado pelo rei Vitório Emanuel III.

Atualmente, a região a oeste do Rio Essequibo, o que inclui Lethem, é reivindicada pela Venezuela, que alega ter direitos históricos sobre o que denomina Guiana Essequiba.

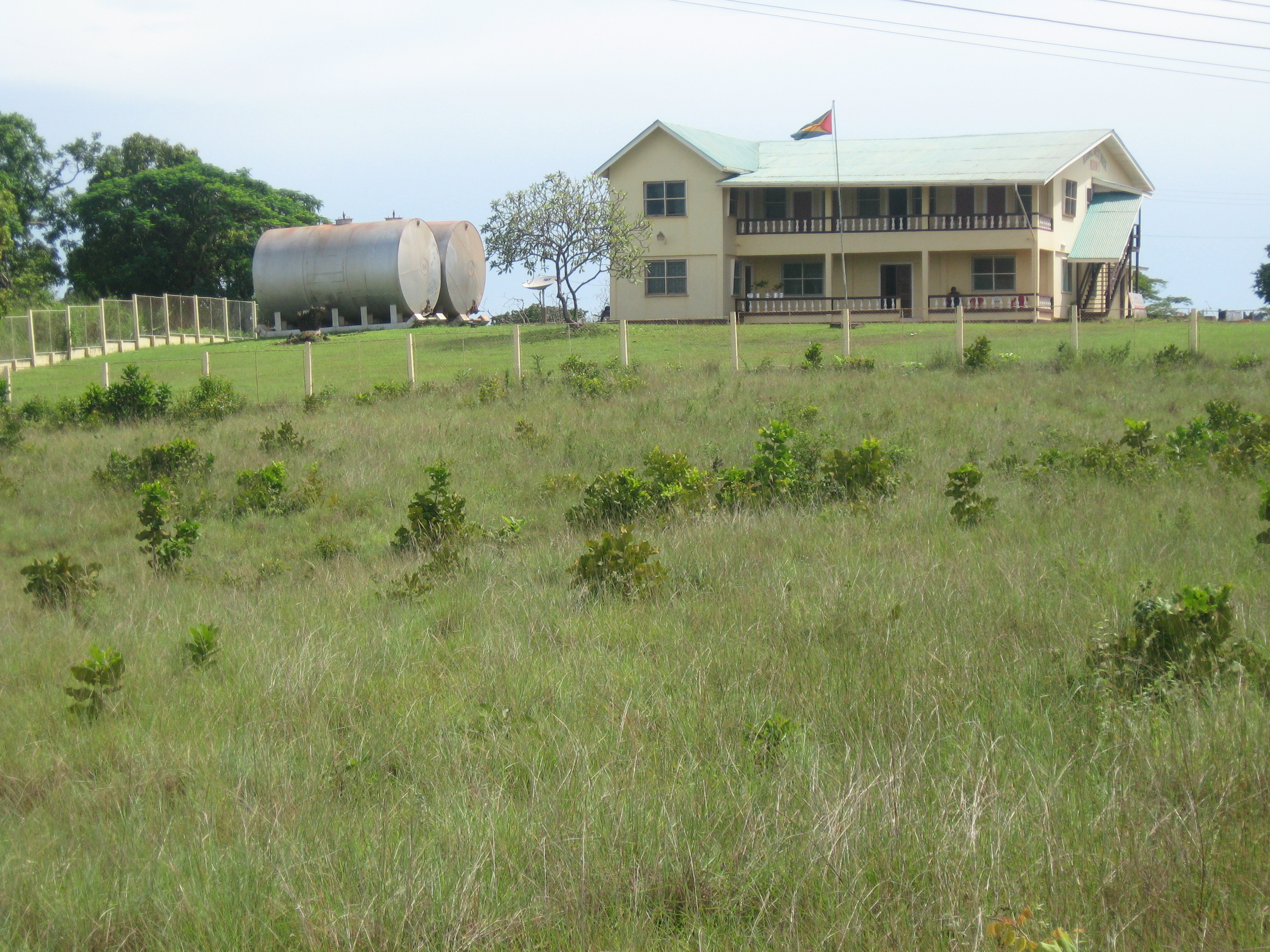
Administração local.

## Geografia

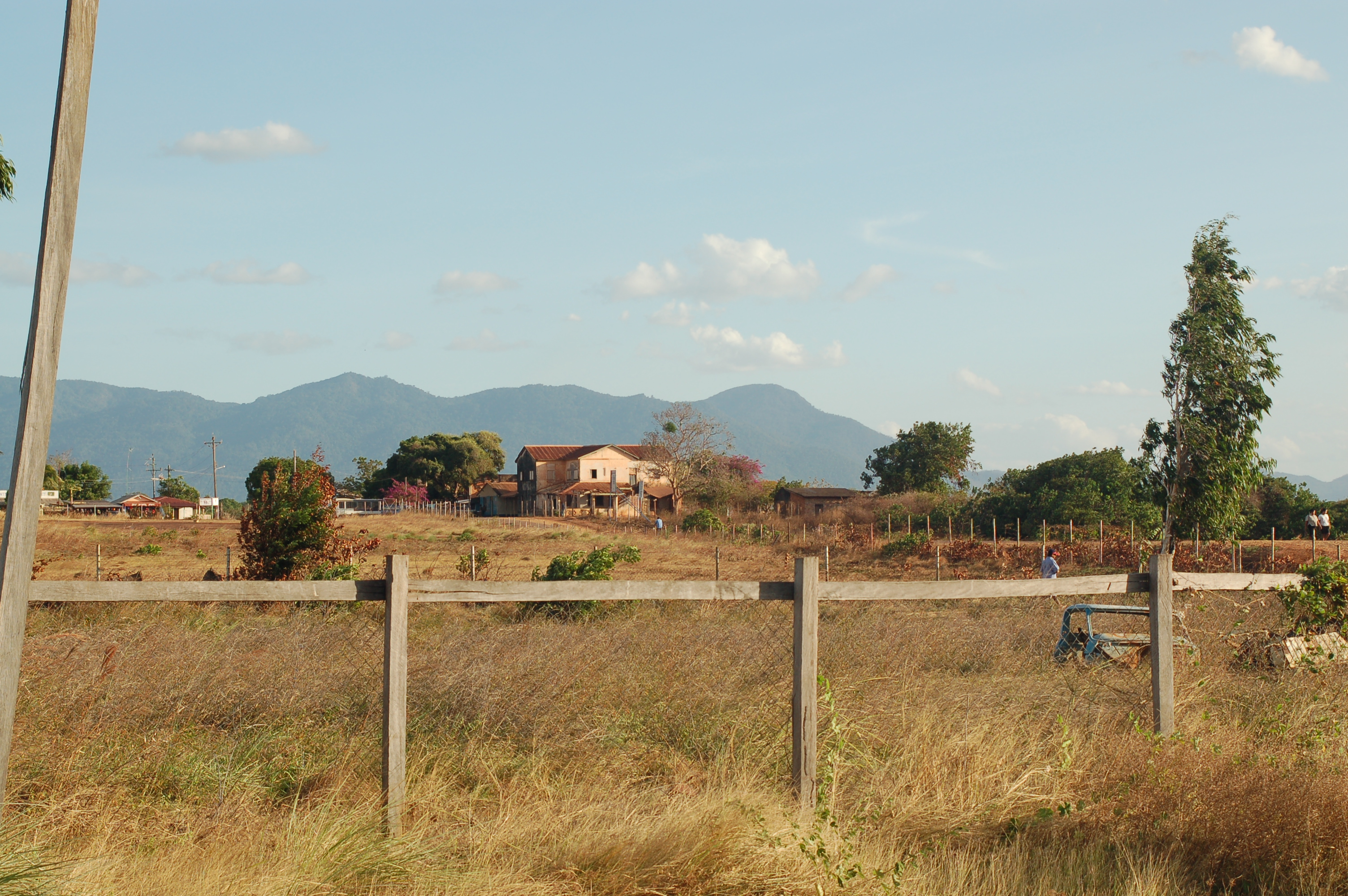
Foto de uma região próxima ao aeroporto

Fica as margens do rio Tacutu, que faz fronteira com Brasil. Do outro lado do rio fica a cidade de Bonfim, no estado de Roraima.
Localizada na região chamada de Planalto das Guianas, Lethem é uma pequena cidade de fronteira que serve de base para viajantes que vão tanto para a capital Georgetown, quanto para Boa Vista.
Está localizada cerca de 100 metros acima do nível do mar.

## Infraestrutura

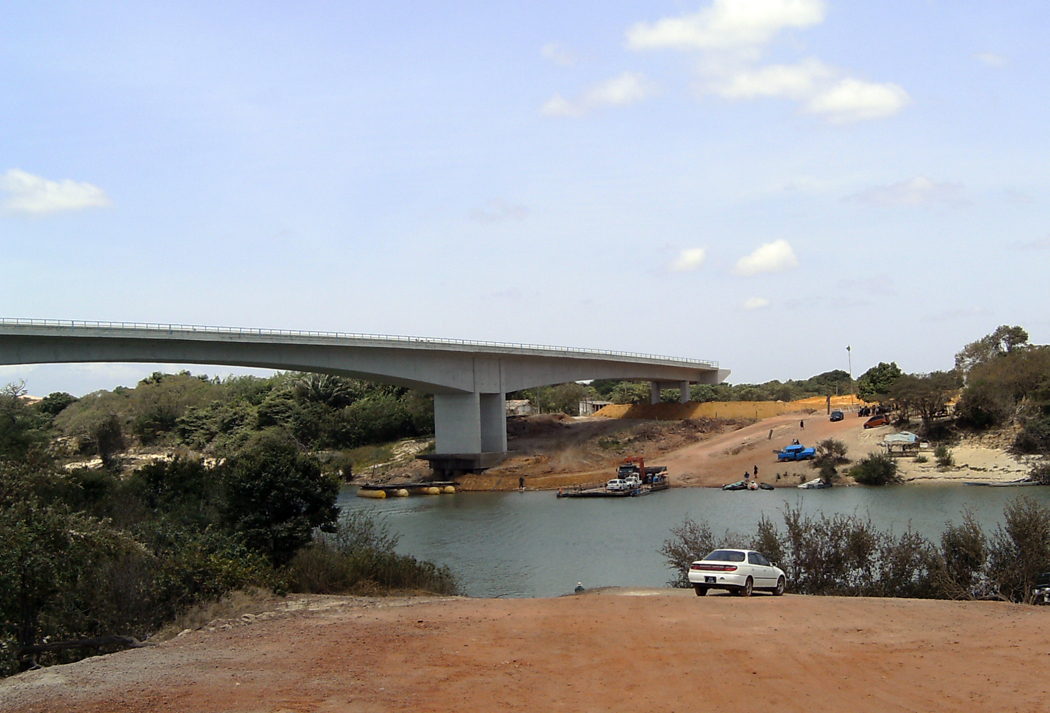
Ponte sobre o Rio Tacutu.

O acesso Brasil–Guiana dá-se pela BR-401, ligando Lethem à cidade de Boa Vista, capital de Roraima. Após a cidade Bonfim há uma ponte integrando as duas nações.

### Infraestrutura de imigração
A cidade conta com um posto fronteiriço, no qual permite que se faça imigração para entrar legalmente na Guiana.

### Documentos necessários para entrar na Guiana
Vindo do Brasil, o viajante precisa ter o certificado internacional de vacinação contra a febre amarela, que pode ser obtido na ANVISA.
Além disso precisa-se ter um passaporte válido, e algumas nacionalidades precisam de visto prévio, o que não é o caso, por exemplo, de pessoas portadoras de passaportes brasileiros e portugueses. Só se é dado o carimbo de entrada na Guiana caso possua no passaporte o carimbo de saída do Brasil, mesmo para pessoas que estejam viajando com o passaporte brasileiro. O carimbo pode ser obtido no posto de Polícia Federal na margem brasileira do rio Tacutu (cidade de Bonfim).
Todos os serviços, tanto brasileiro quanto guianenses são gratuitos. A mesma regra é valida para entrar no Brasil, e cidadãos da Guiana também não precisam de visto, necessitando do certificado internacional de vacinação contra febre amarela.

### Saída da Guiana
É necessário carimbar a saída no passaporte na imigração da Guiana, e ao chegar ao Brasil carimbar a entrada na Policia Federal.

## Transporte

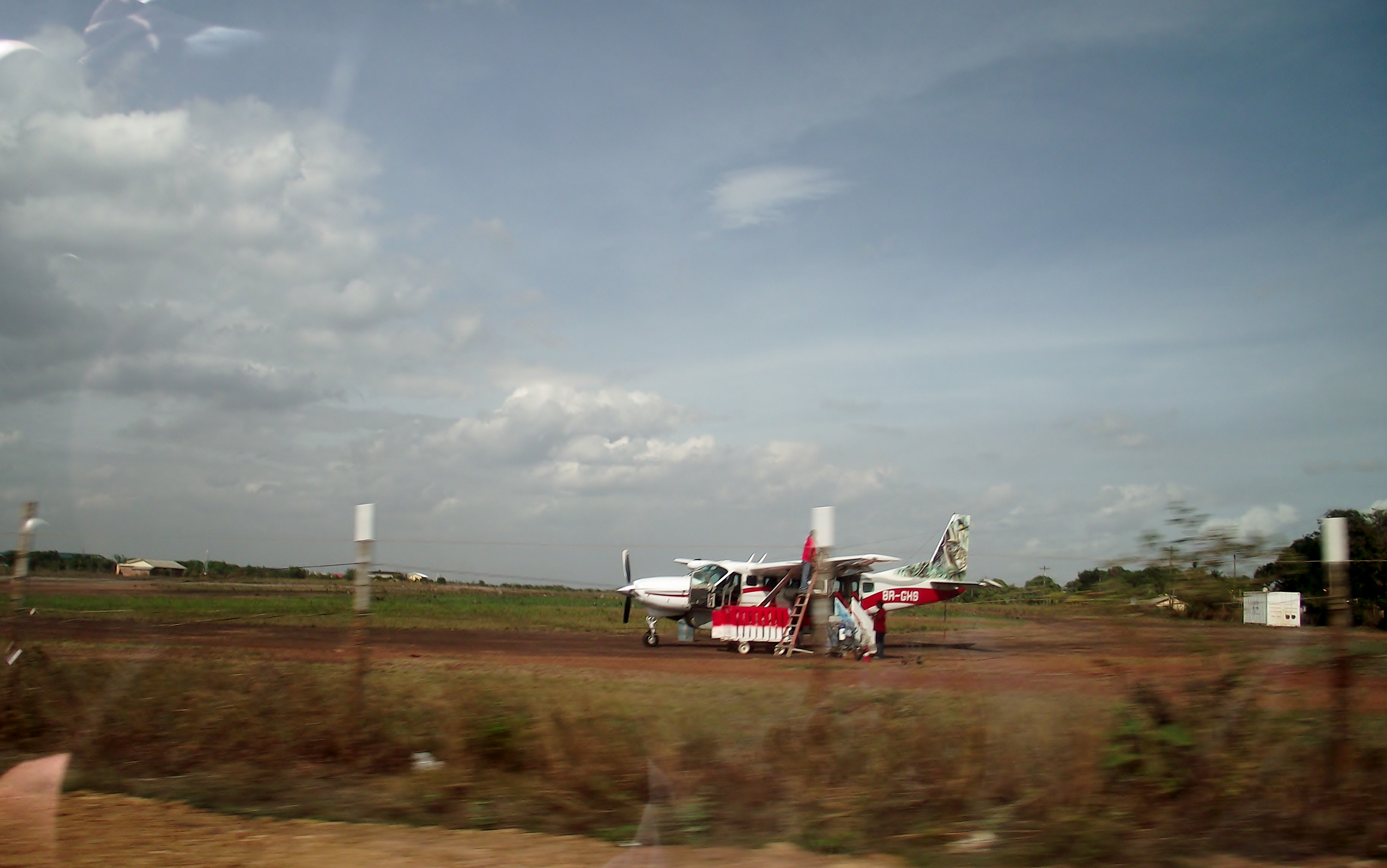
Aeroporto de Lethem.

A cidade de Lethem praticamente não dispõe de ruas pavimentadas, a maioria alagando nas épocas de chuva (junho a setembro). Porém a cidade é muito pequena, e normalmente todos os deslocamentos podem ser feitos a pé, apesar do sol forte. Não existe transporte público de massa: táxis circulam pela cidade. Motoristas oriundos do Brasil devem ter cuidado especial, pois a Guiana utiliza a "mão inglesa". Não é permitida a entrada de veículos de carga e transporte de passageiros, pois ainda não existe acordo diplomático para isso. Os governos do Brasil e Guiana estão estudando a possibilidade de reverter essa situação.

### Acesso ao Brasil
A ponte internacional que liga os dois países foi inaugurada no dia 14 de setembro de 2009 pelo presidente brasileiro Luiz Inácio Lula da Silva. A ponte é binacional e tem 230 metros de extensão. Foi investido pelo governo do Brasil um total de R$ 21,9 milhões (recurso do Governo Federal).
De Bonfim, o lado brasileiro da fronteira, existe transporte para Boa Vista. Ônibus saem em quatro horários diferentes, sendo o último deles às 16 horas, custando R$ 13,00 e demorando cerca de 2 horas e 30 minutos.
Além disso existe a opção dos táxis coletivos, R$35,00 por pessoa e tempo de viagem de 1 hora e quinze minutos.
Saindo de Boa Vista as opções são as mesmas, todas saindo do terminal rodoviário internacional.
A partir de Boa Vista pode-se ainda viajar para qualquer lugar do Brasil pelo Aeroporto Internacional Atlas Brasil Cantanhede, ou de forma rodoviária para a Venezuela em Santa Elena de Uairén, e Manaus, além do interior de Roraima.

#### Acesso a Georgetown

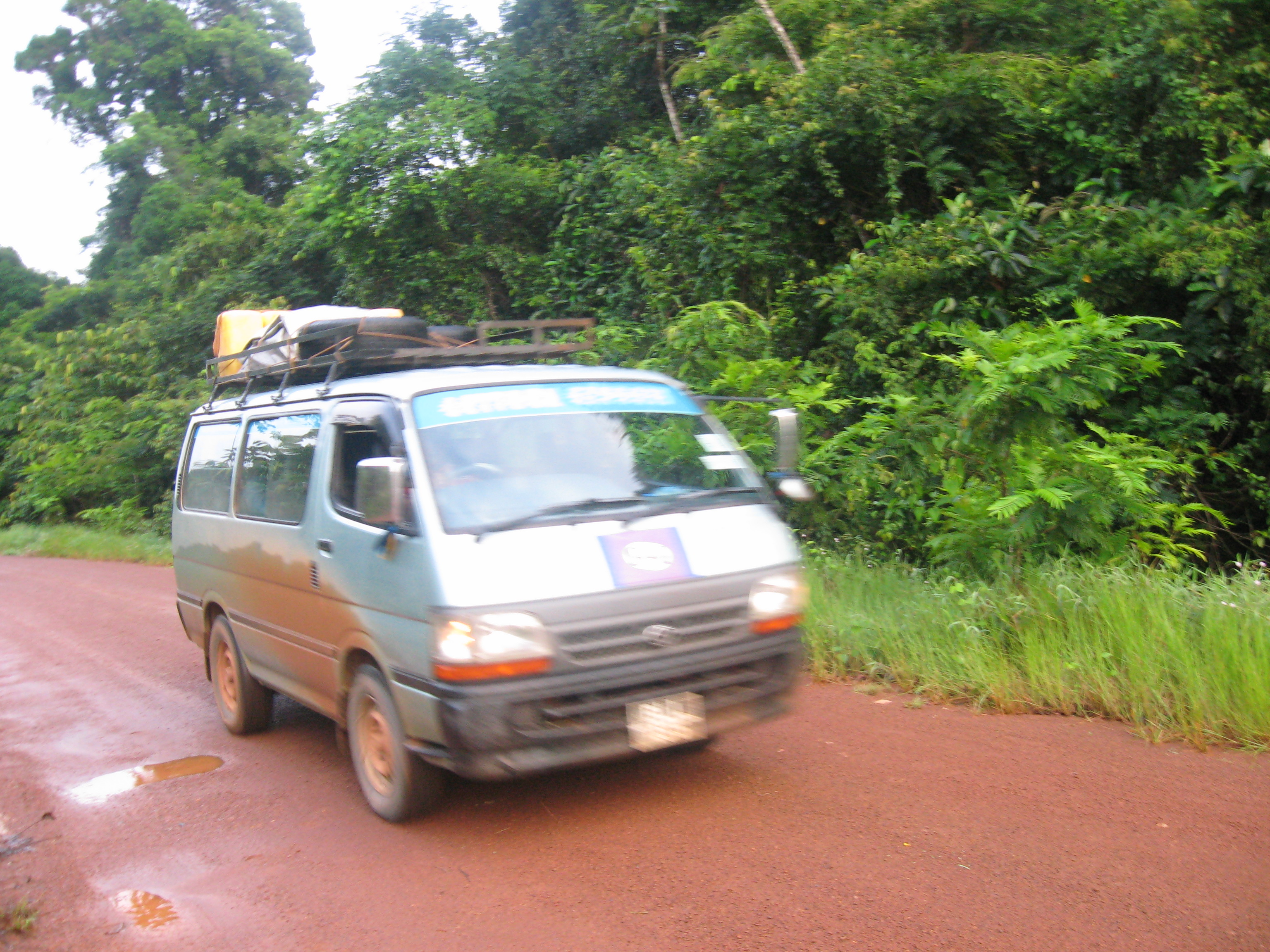
Van seguindo para Georgetown.

Para ir de Lethem à capital, Georgetown, existem três formas, nenhuma delas fácil:
- Via aérea: As empresas que operam Lethem-Georgetown são a TransGuyana e a Air Services que voam com Cessna Gran-Caravan. A grande vantagem é que estas pousam no aeroporto de Ogle,dentro da cidade de Georgetown, muito mais perto que o Cheddi Jangan, o aeroporto maior da Guiana, que fica a uns 40 km da capital. A META linhas aéreas não voa mais para Guiana. A Suriname Airways conecta Belém a Georgetown, com escalas na capital do Suriname, Paramaribo. As passagens de ida e volta custam G$ 46,000,00 (R$ 460,00)

O Aeroporto de Lethem (IATA Cógigo: LTM), tem a pista pavimentada, instrumentada, mas sem luzes. 
A única pista, 07/25, possui a aproximação da pista 07 por cima do território brasileiro.
- Via rodoviária
  - Ônibus: na época de chuva a estrada fica quase intransitável, ainda mais para os velhos ônibus da Intraserv que operam por lá. Mesmo assim, a empresa mantém quatro frequências semanais neste período. O tempo de viagem é incerto, no mínimo 12 horas podendo chegar a 36 horas. Na época seca (novembro a março) as partidas são diárias e o tempo de viagem é menor.
  - Vans: partem todos os dias em todo o ano, sendo mais rápidas que o ônibus, mais certos que vão chegar, mais resistentes e mais desconfortáveis. A passagem também custa G$10.000, saindo do restaurante T and M.

A vantagem apontada por turista em seguir para Georgetown por terra é conhecer todo o interior da Guiana, incluindo a reserva natural Iwokrama, a travessia do rio Esequibo e as trocas culturais que se faz no trajeto, mesmo com brasileiros (garimpeiros) que moram na Guiana há anos.